# WISE J0005+3737
WISE J0005+3737 är en ensam stjärna belägen i den mellersta delen av stjärnbilden Andromeda. Den har en skenbar magnitud av ca 18,3 (J) och kräver ett kraftfullt teleskop för att kunna observeras. Baserat på uppmätt parallax på ca 126,9 mas beräknas den befinna sig på ett avstånd av ca 25,7 ljusår (ca 7,9 parsec) från solen.

## Observation

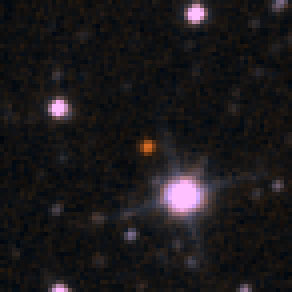
WISE J0005+3737
Foto: unWISE

WISE J0005+3737 upptäcktes år 2012 av Mace et al. från data insamlade av Wide-field Infrared Survey Explorer (WISE) jordomloppssatellit — NASA:s 40 cm-teleskop för infraröda våglängder, vars uppdrag varade från december 2009 till februari 2011. Upptäcktsartikeln publicerades i mars 2013.